# Castberg (norwegische Familie)
Castberg ist eine verzweigte norwegische Familie dänischen Ursprungs.

## Stammbaum
Der hier dargestellte Auszug berücksichtigt nur die Zweige, die zu prominenten Familienangehörigen führen.
Die vorgestellten Buchstaben dienen der Verdeutlichung der einzelnen genealogischen Ebenen. Zum Beispiel werden die Nachkommen einer Person A# aufsteigend nach dem Geburtsdatum mit B1, B2, B3 usw. bezeichnet. B3 ist dann das 3. der angeführten Kinder von A#.

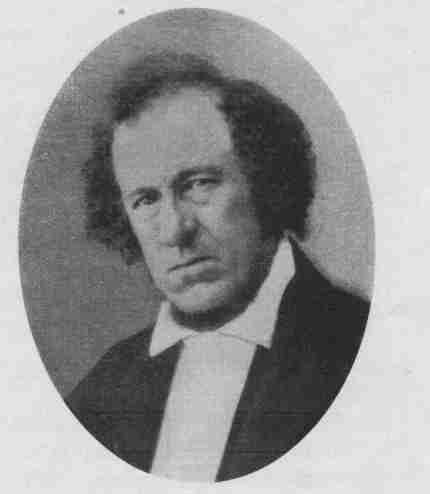
Peter Hersleb Harboe Castberg (1794–1858)
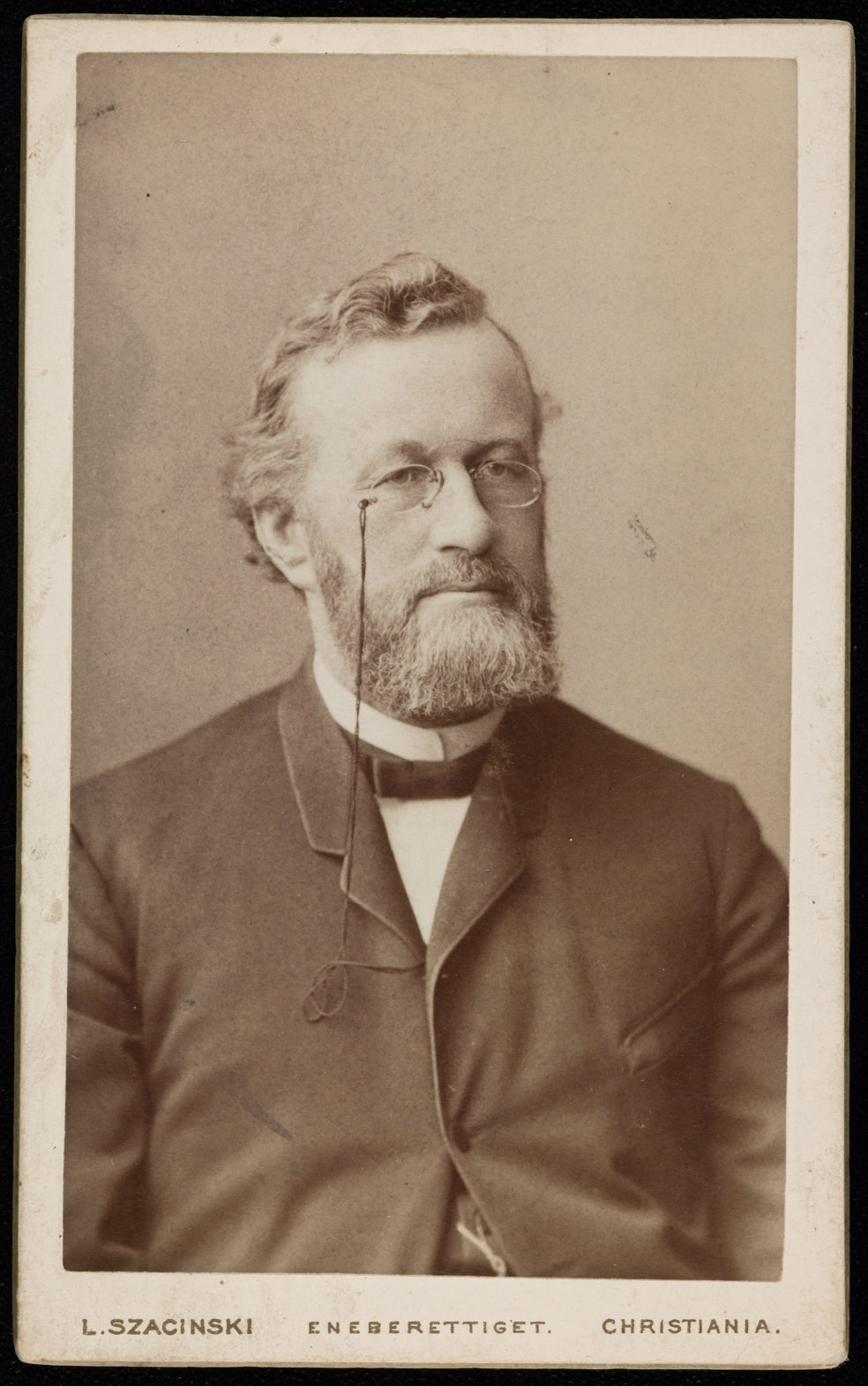
Johan Christian Tandberg Castberg (1827–1899)
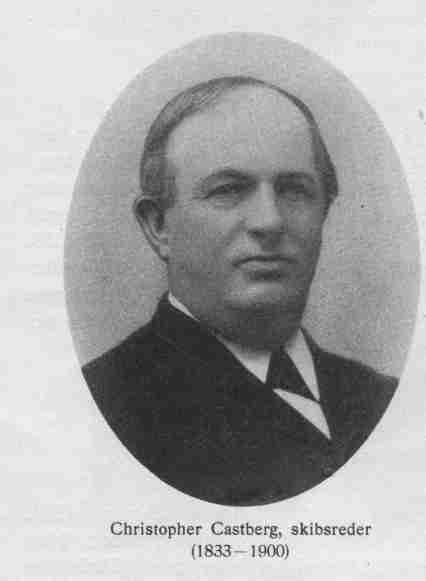
Christopher Castberg (1833–1900)
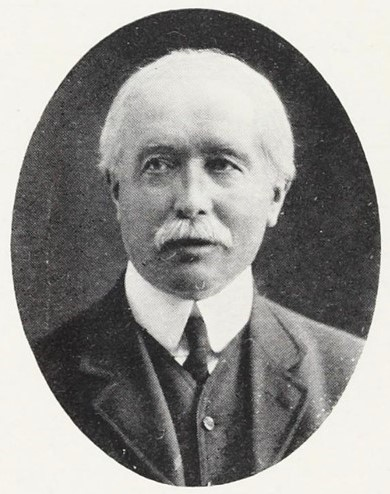
Peter Harboe Castberg (1844–1926)
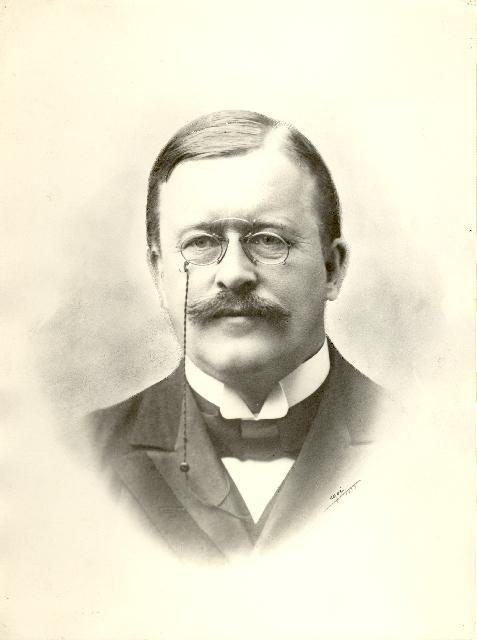
Johan Castberg (1862–1926)
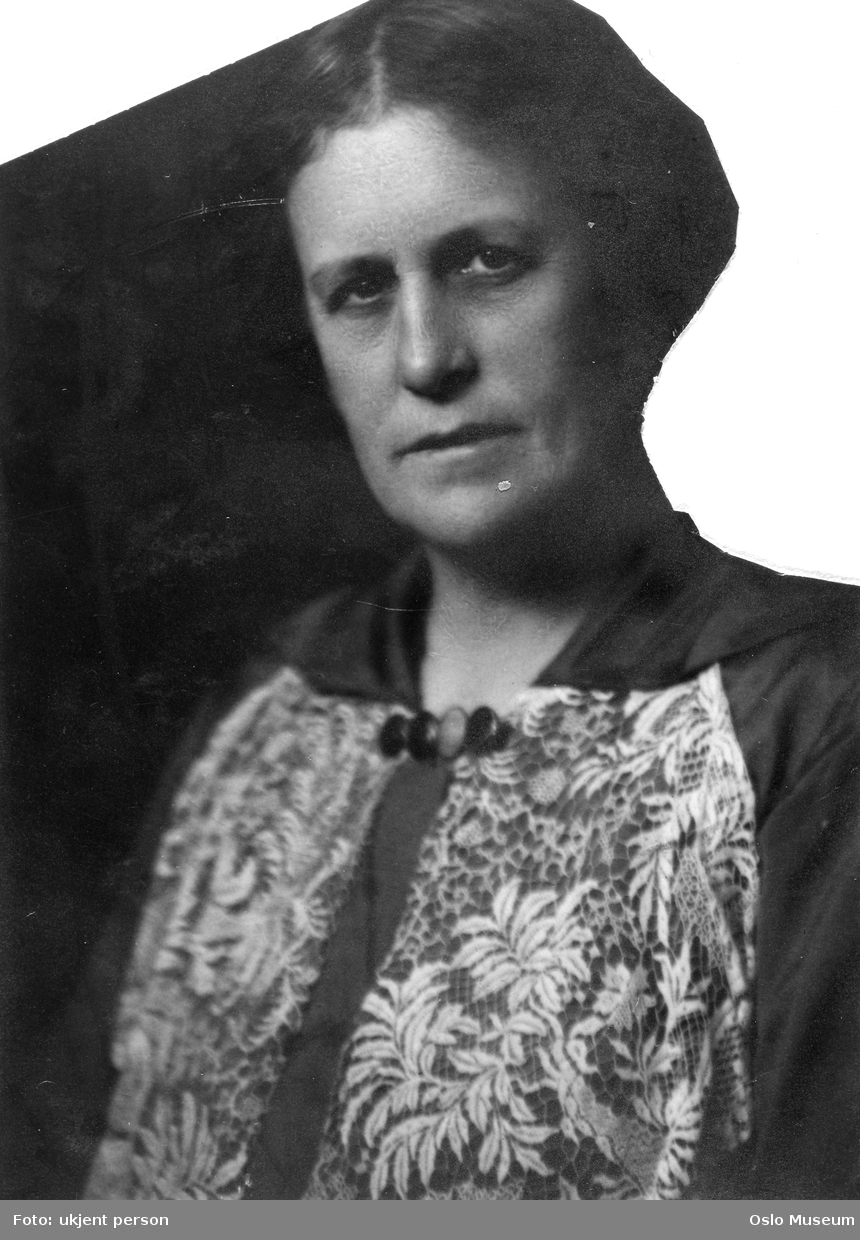
Hanna Castberg von der Lippe (1872–1926)
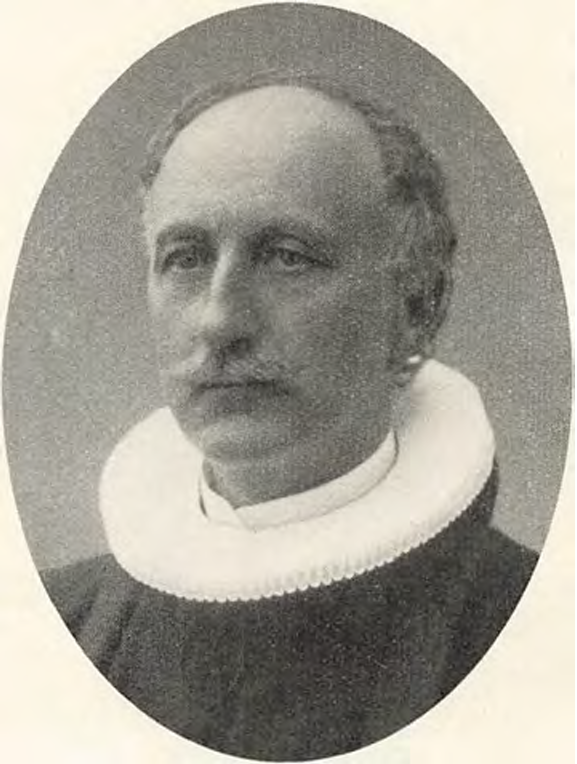
Tycho Castberg (1872–1948)
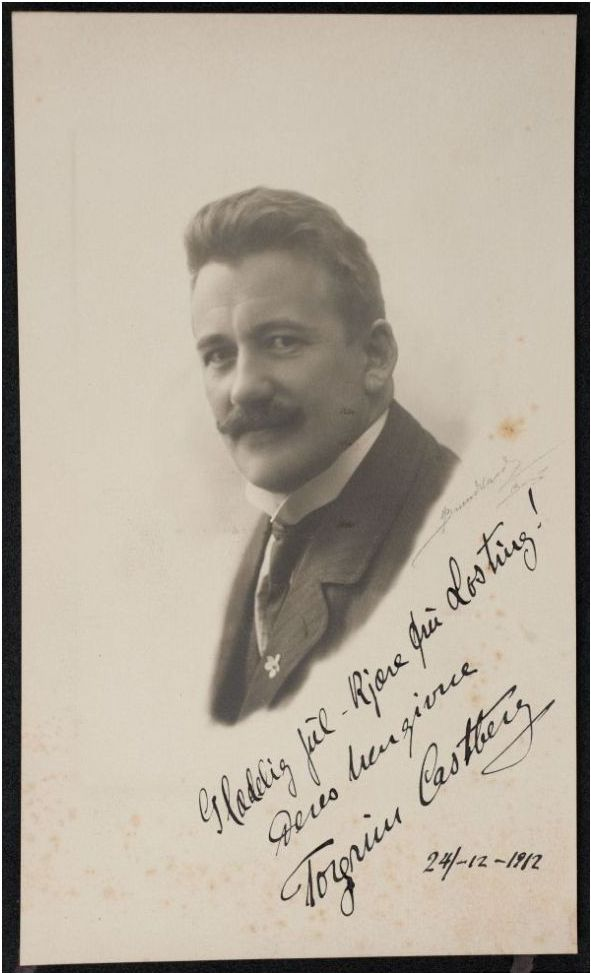
Torgrim Castberg (1874–1928)

- Tyge Nielssøn Castberg (ca. 1610–1687), Buchdrucker aus Kalø in Ostjütland, Richter in Sunnmøre. ⚭ Maren Nielsdatter Knag (1626–1705), Tochter des Richters Niels Knag.
  - A1 Christopher Tygessøn Castberg (ca. 1655–1692). ⚭ Catharina Alhed Myhlenphort (1664–1565), Tochter des Zollbeamten Diderich von Mühlenphort.
    - B1 Tyge Castberg (ca. 1685–1732), Advokat. ⚭ Elisabeth Sophie Wessel (1686–1756).
      - C1 Isaach Wilhelm Castberg (1716–1767), Pfarrer. ⚭ (2) Catharina Pedersdatter Leganger (1724–1764).
        - D1 Peter (Peder) Leganger Castberg (1752–1784), Pfarrer. ⚭ Magdalene Sophie Bentzen (1758–1825), Lyrikerin.
          - E1 Peter Atke Castberg (1779–1823), Gehörlosenpädagoge. ⚭ Magdalene Poulsen (ca. 1776–1833).

        - D2 Tycho Didrich Castberg (1755–1801). ⚭ Helene Margaretha Calmeyer (1764–1830).
          - E1 Christopher Castberg (1789–1847). ⚭ Johanne Sofie Berg (1799–1892).
            - F1 Tycho Didrik Castberg (1829–1897), Oberstleutnant. ⚭ (3) Elise Sophie Augusta Stabell (1849–1914).
              - G1 Tycho Castberg (1872–1948), Seelsorger und Friedensaktivist. ⚭ Wilhelma Marie Støren (1875–1961).
                - H1 Tycho Castberg (1900–1982), Architekt. ⚭ Gudrun Sofie Støren.
                - H2 Knut Castberg (1912–1980), Lehrer für Gartenbau. ⚭ Kristi Bakketun (1912–1990).

              - G2 Aage Stabell Castberg (1874–1957), Major und Genealoge. ⚭ Berna Christiane Larsen (1876–1938).

          - E2 Peter Hersleb Harboe Castberg (1794–1858), Offizier, Pfarrer und Parlamentsabgeordneter. ⚭ Anne Margrethe Zimmer Henchel (1793–1854).
            - F1 Tycho Fredrik Edvard Castberg (1818–1847), Bezirksarzt. ⚭  Sophie Petronelle Hofgaard (1820–1900).
              - G1 Peter Harboe Castberg (1844–1926), Bankdirektor. ⚭ Nina Benham (* 1864).
              - G2 Oscar Castberg (1846–1917), Bildhauer und Landschaftsmaler.

            - F2 Helene Augusta Elisabeth Castberg (1825–1906). ⚭ Conrad Krebs (1809–1880), Schulleiter.
            - F3 Johan Christian Tandberg Castberg (1827–1899), Zollbeamter, Zeitungsgründer und Parlamentsabgeordneter. ⚭ Hanna Magdalena Frisak Ebbesen (1839–1881).
              - G1 Johan Castberg (1862–1926), Richter und Sozialpolitiker. ⚭ Karen Kathrine Anker (1867–1932), Schwester von Katti Anker Møller.
                - H1 Frede Castberg (1893–1977), Verfassungsjurist. ⚭ (1) Synnøve Reimers (1900–1990), Tochter von Cally Monrad. ⚭ (2) Ella Anker (1903–1974), Nichte von Ella Anker (1870–1958).
                  - I1 (2) Sissel Castberg (1927–1988), Schriftstellerin, Journalistin und Aktivistin der Lesbenbewegung.

              - G2 Hanna Castberg von der Lippe (1872–1926), Frauenrechtsaktivistin, Journalistin und Dramatikerin. ⚭ Jakob von der Lippe (1870–1954), Schauspieler und Kostümbildner (siehe auch: Lippe (norwegische Familie)).
                - H1 Frits von der Lippe (1901–1988), Theaterkritiker und -direktor. ⚭ Synnøve Castberg, geborene Reimers (1900–1990), Tochter von Cally Monrad.
                - H2 Just Lippe (Just Ebbesen von der Lippe) (1904–1978), Kommunistischer Politiker. ⚭ Asvor Ottesen (1911–2003), Widerstandskämpferin und Rechtsanwältin.
                - H3 Jens von der Lippe (1911–1990), Keramiker und Kunstschriftsteller. ⚭ Margrethe Lund (1913–1999), Keramikerin.
                  - I1 Bente von der Lippe (1947–1983). ⚭ Jon Michelet (1944–2018), Schriftsteller und Journalist.
                    - J1 Tania Michelet (* 1969), Schriftstellerin.

              - G3 Torgrim Castberg (1874–1928), Konzertmeister ⚭ Ida Anker (1876–1945).
                - H1 Katti Wankel (1897–1992), Publizistin. ⚭ Georg Wankel (1894–1972), Bruder von Charlotte Wankel (1888–1969), Malerin.
                  - I1 Barbra (Ba) Børresen (1918–2012), Tänzerin und Pfarrerin.

                - H2 Johan Christian Castberg (1911–1988), Zeichner und Maler.

              - G4 Leif Castberg (1876–1950), Rechtsanwalt und Politiker.

            - F4 Christopher Castberg (1833–1900), Walfänger. ⚭ Caroline Mathilde Høst (1836–1914).

          - E3 Christine Aall Castberg (1799–1851). ⚭ Alexander Lange (1792–1867).
            - F1 Tycho Didrik Castberg Lange (1823–1881), Soldat. ⚭ Johanne Young (1833–1891).
              - G1 Gunnar Lange (1855–1915), Landschaftsmaler und Kartograph. ⚭ Bertha Juana Dorothea Erfjord (1875–1960)
                - H1 Norah Lange (1905–1972), argentinische Schriftstellerin.

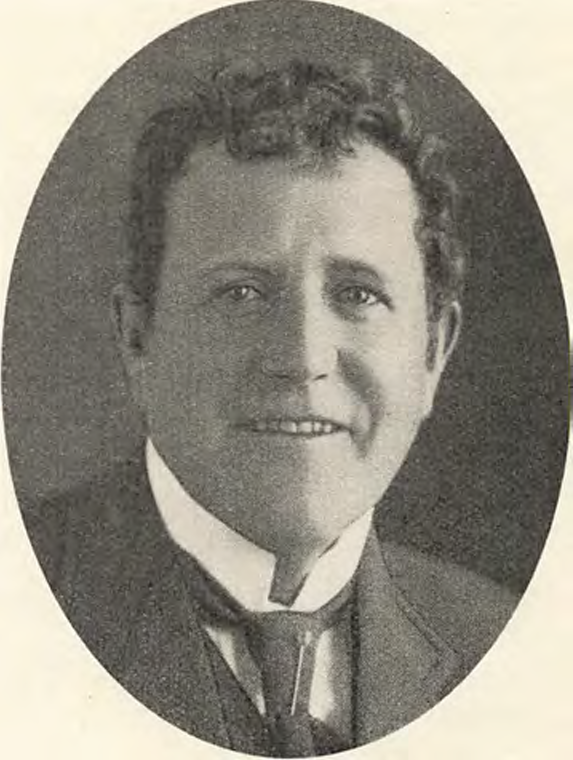
Leif Castberg (1876–1950)
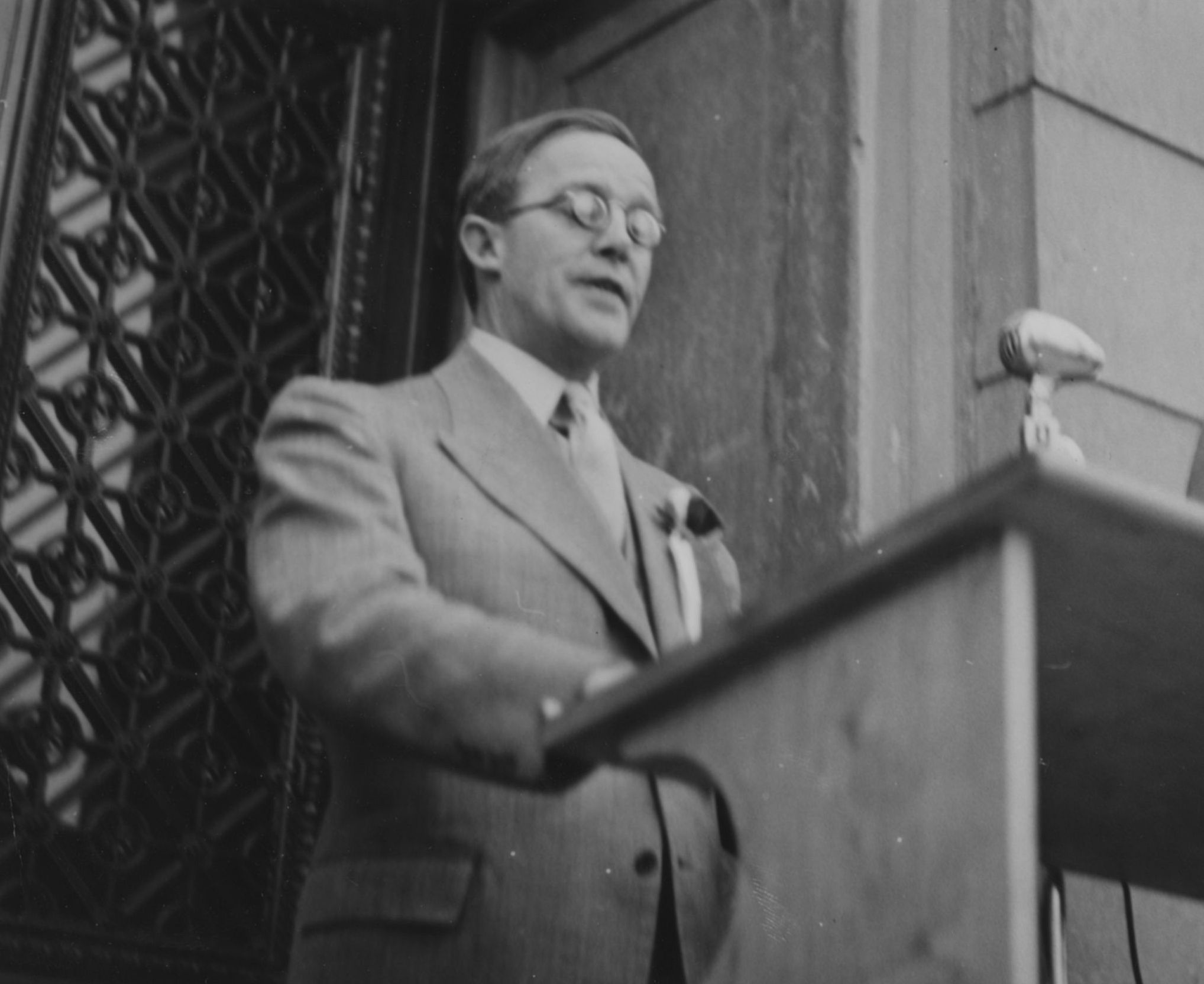
Frede Castberg (1893–1977)
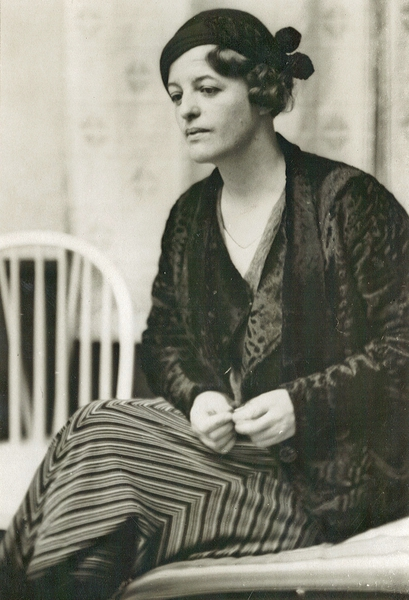
Katti Wankel (1897–1992)
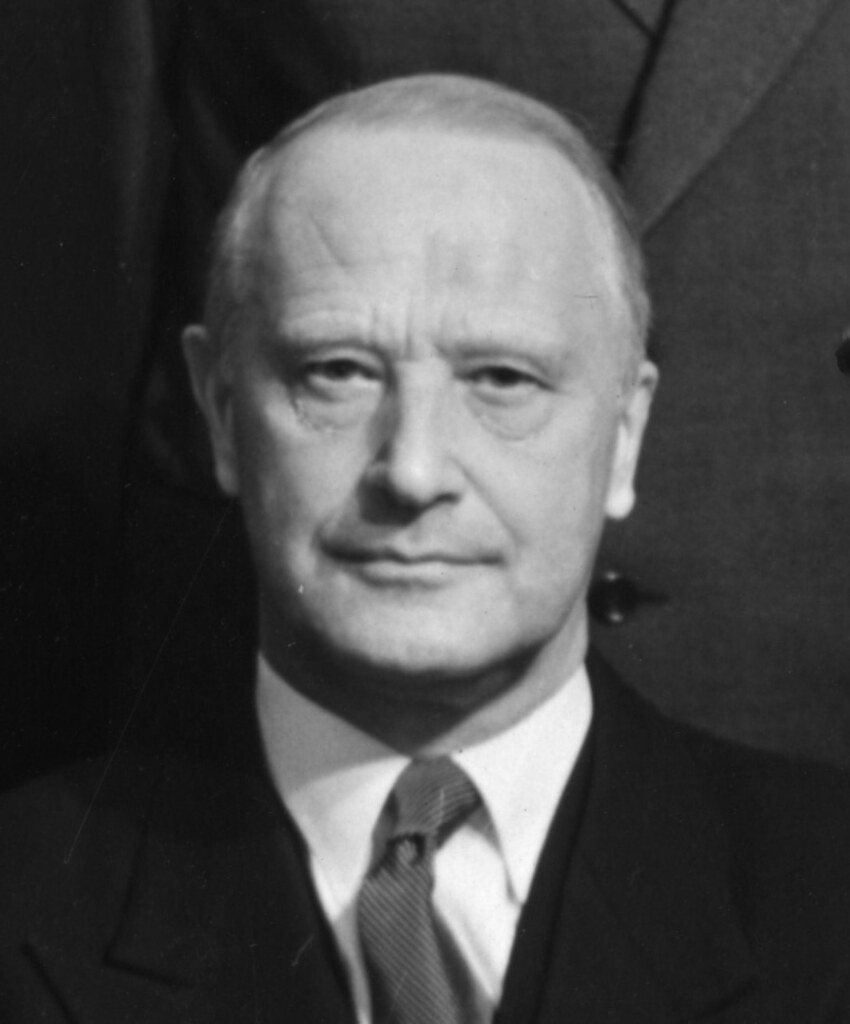
Tycho Castberg (1900–1982)
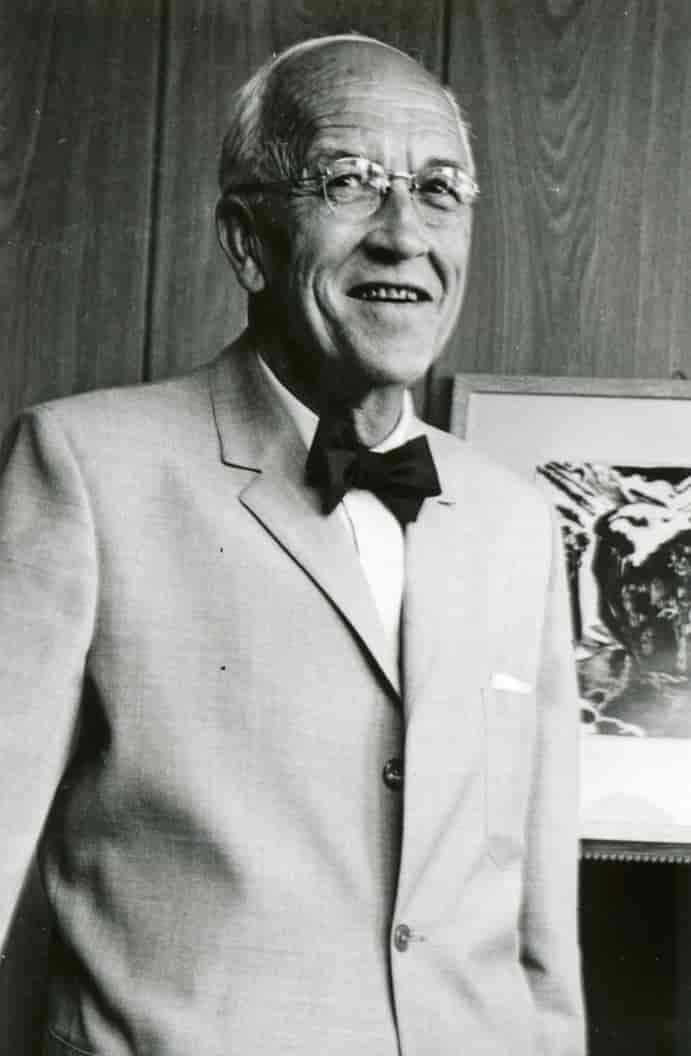
Frits von der Lippe (1901–1988)
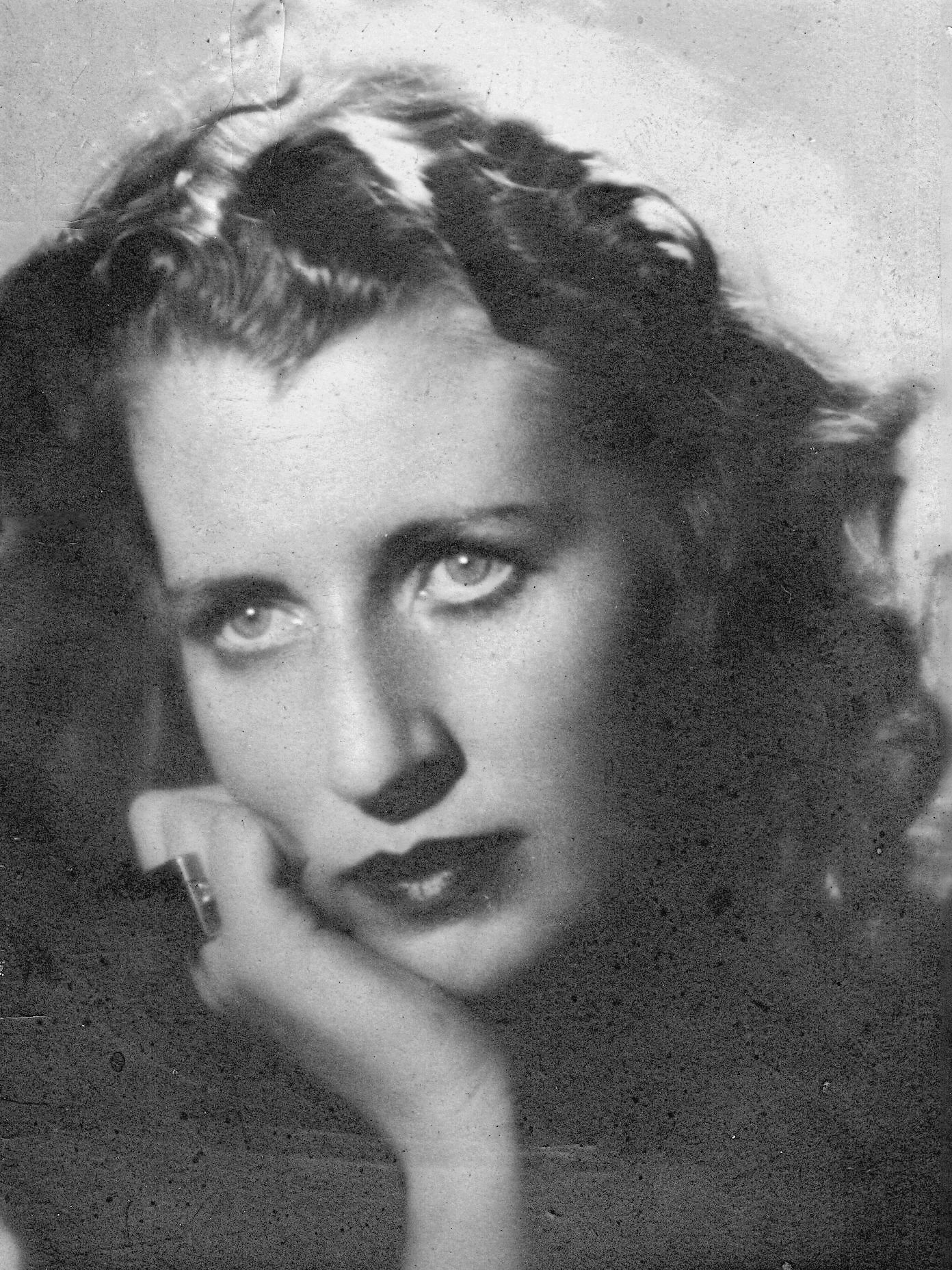
Norah Lange (1905–1972)
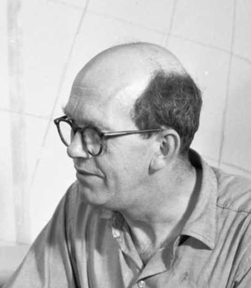
Jens von der Lippe (1911–1990)
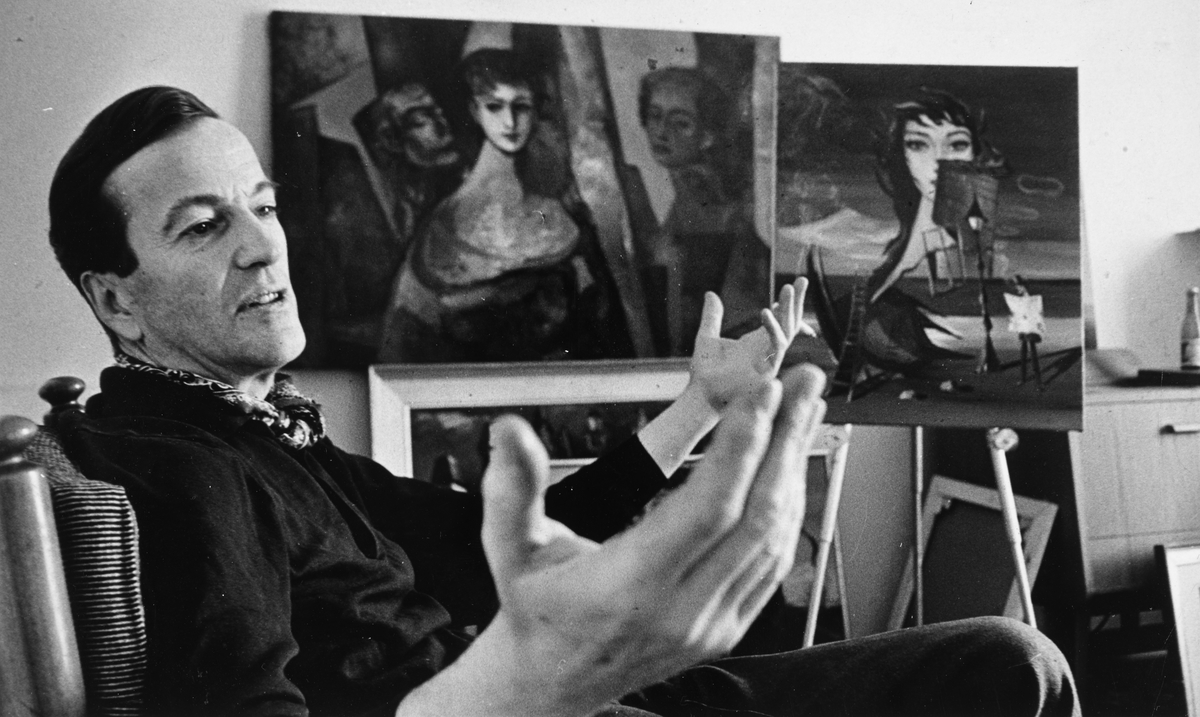
Johan Christian Castberg (1911–1988)